# Dag Falang Gravem
Dag Falang Gravem (ur. 27 marca 1974) – norweski basista, pisarz, publicysta i tłumacz. Dag Falang Gravem znany jest przede wszystkim z występów w zespole rockowym Kåre and the Cavemen. W latach 1990–2000 wraz z grupą nagrał m.in. trzy albumy studyjne. W latach 2001–2002 był członkiem awangardowego zespołu heavymetalowego Arcturus. Wystąpił także gościnnie na wydanym w 2002 roku albumie solowym Kåre João pt.  Sideman. Przełożył na język norweski komis autobiograficzny pt. Rocky autorstwa Martina Kellermana.